# 皮納斯科港
皮納斯科港（西班牙語：Puerto Pinasco），是巴拉圭的城鎮，位於該國中西部，由阿耶斯總統省負責管轄，距離亞松森527公里，始建於1917年，面積9,643平方公里，海拔高度79米，2002年人口3,948，人口密度每平方公里0.41人。